# Водный транспорт Санкт-Петербурга

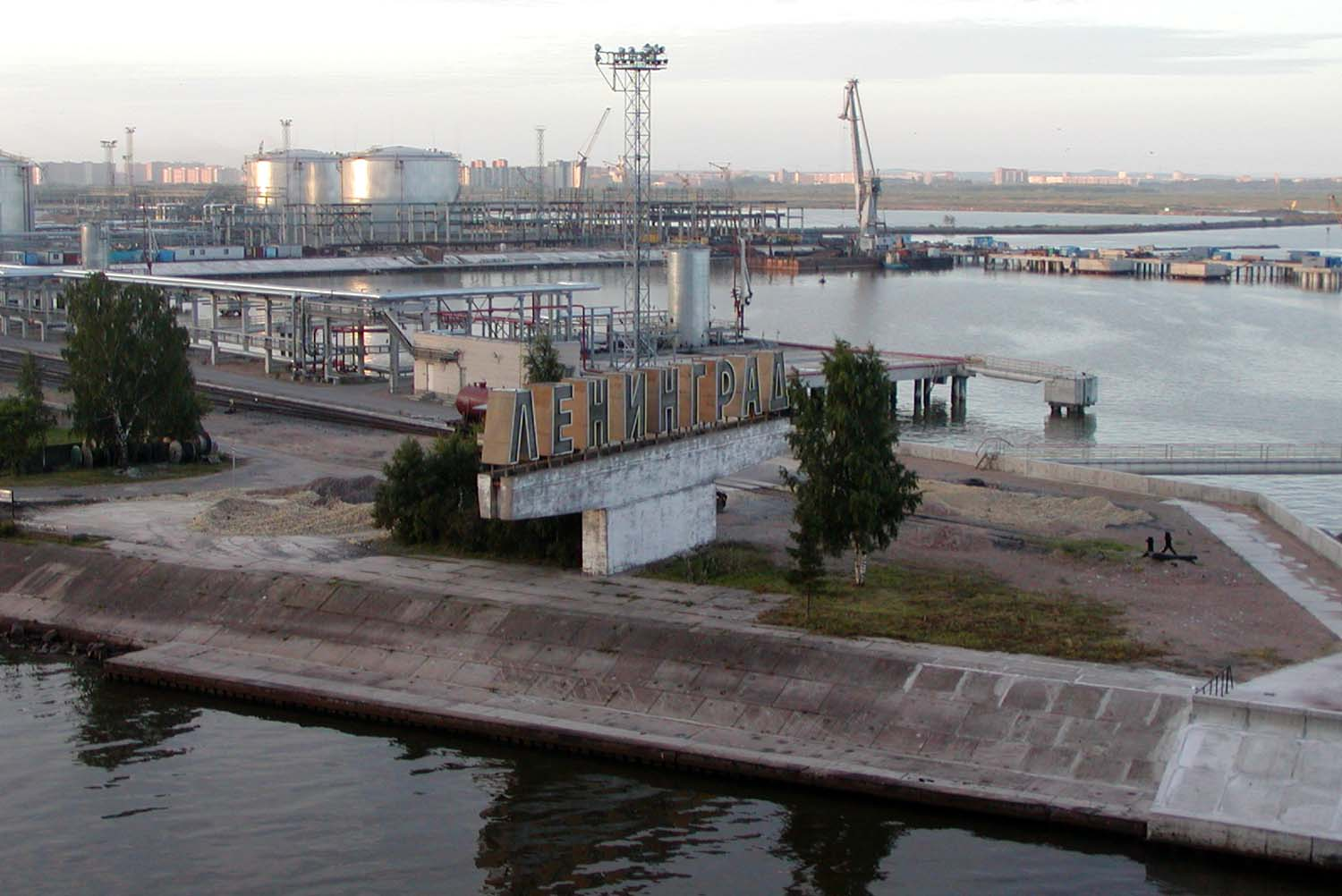
В торговом порту Санкт-Петербурга

Водный транспорт Санкт-Петербурга — система перевозки пассажиров и грузов по рекам и каналам Санкт-Петербурга, а также по Невской губе.

## История и возможности водного транспорта Санкт-Петербурга
Санкт-Петербург возводился Петром I в 1703 году как морской, портовый город. Требованием ко всем постройкам и районам города была максимальная доступность водным транспортом. До строительства тракта Санкт-Петербург ↔ Москва транспортное сообщение с остальной Россией осуществлялось по Неве через Верхневоложскую водную систему.
В городе были возведены пристани, причалы, порты. Практически вся береговая линия имела различные причалы, расположенные на небольшом расстоянии друг от друга. Все крупные предприятия города имели выход к воде.
По состоянию на начало XXI века город обладал большим количеством пристаней, причалов и портов. Раздельно осуществлялось пассажирское и грузовое морское сообщение, речное прогулочное, пассажирское и грузовое сообщение, речная связь с другими городами.

## Морское сообщение
Акватория Санкт-Петербурга допускает круглогодичную навигацию. С конца ноября — начала декабря и до конца марта — начала апреля Невская губа в прибрежных районах покрыта льдом. В этот период движение судов обеспечивается с помощью ледоколов.
На территории Санкт-Петербурга находится несколько морских портов. Основным и старейшим из них является порт Санкт-Петербург.

### Система морских грузовых портов Санкт-Петербурга
Всеми морскими перевозками занимается Большой порт Санкт-Петербург, который обеспечивает организацию торгового мореплавания в морском порту Санкт-Петербург и за его пределами в установленных зонах ответственности Российской Федерации.

### Пассажирское судоходство
Пассажирское морское сообщение осуществляется паромными и круизными судами. В 1982 году для приема морских судов был открыт Морской вокзал. Однако поскольку заход судов в пассажирский порт Петербурга затруднен, некоторые суда прибывали в торговый порт.
В 2006 году в ходе реализации проекта «Морской фасад» было начато строительство нового круизно-паромного комплекса на намывных территориях Васильевского острова. Первое судно прибыло в новый порт в сентябре 2008 года. По состоянию на 2011 год, с терминала регулярно отправляются круизные суда, а также паромы Princess Maria и SPL Princess Anastasia.
Также в период с 1969 по 2011 годы существовала местная паромная линия между Ломоносовом и Кронштадтом. Из порта Ломоносов по этому маршруту ходили 2 парома ледокольного типа «Андрей Коробицын» и «Николай Каплунов», при этом паромное сообщение производилось круглогодично. Переправа работала вплоть до февраля 2011 года и была прекращена из-за повреждения корпуса парома «Андрей Коробицын».

## Речное сообщение
Основная доля перевозок водным транспортом приходится на речные перевозки по Неве, связывающей город с Ладожским озером и являющейся конечным отрезком Волго-Балтийского водного пути. Обычно навигация на Неве открывается в середине апреля и закрывается в октябре — ноябре; в год по реке в среднем проходит около 7 тысяч судов. Даты открытия и завершения навигации на Неве, а также часы разведения и сведения мостов определяются каждый год решениями федерального государственного учреждения «Волго-Балтийское государственное бассейновое управление водных путей и судоходства» (ГБУ «Волго-Балт» Архивная копия от 21 декабря 2008 на Wayback Machine). Пропускная способность Невы должна возрасти после завершения строительства Орловского тоннеля, который позволит увеличить время разводки мостов.
Судоходный сезон для малого судоходного флота в Санкт-Петербурге длится примерно с конца апреля по ноябрь.

### Экскурсионные поездки по рекам и каналам

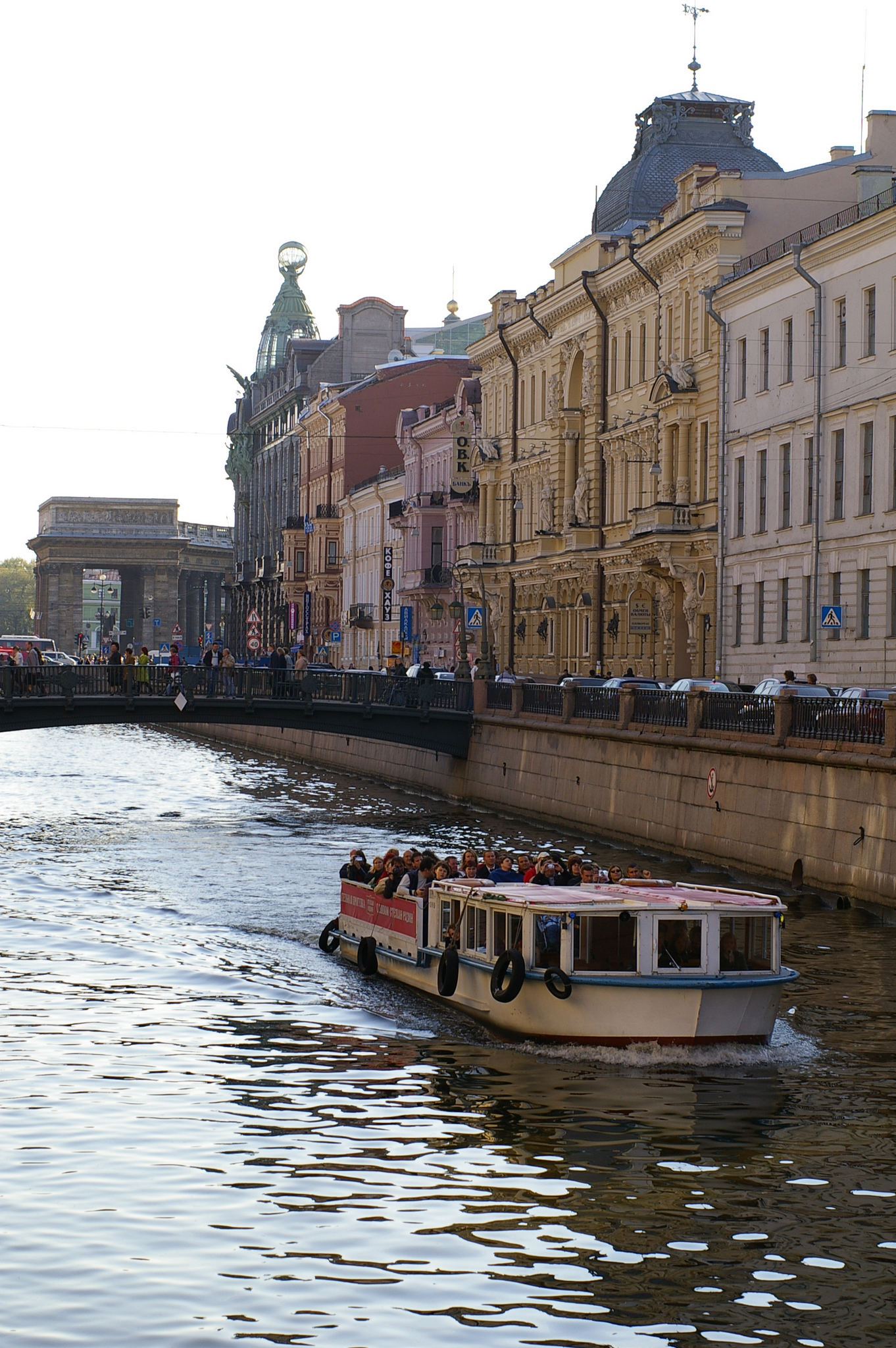
Прогулочное судно на Канале Грибоедова

Развито малое судоходство по рекам и каналам Петербурга. Многочисленные прогулочные суда обслуживают туристов, предлагая экскурсии по водным артериям города. Мест посадки на прогулочные суда очень много, у каждого причала стоит множество теплоходов, катеров и моторных лодок. Для экскурсий по рекам и каналам Петербурга создан специальный класс судов — Фонтанка.
Существует два основных прогулочных направления:
- Речная прогулка по Неве (обычный маршрут кольцевой — от Благовещенского моста до Смольного собора),
- Прогулки по маленьким рекам и каналам.

Кроме этого, судоходные компании оказывают услугу составления индивидуального маршрута.

### Речной автобус

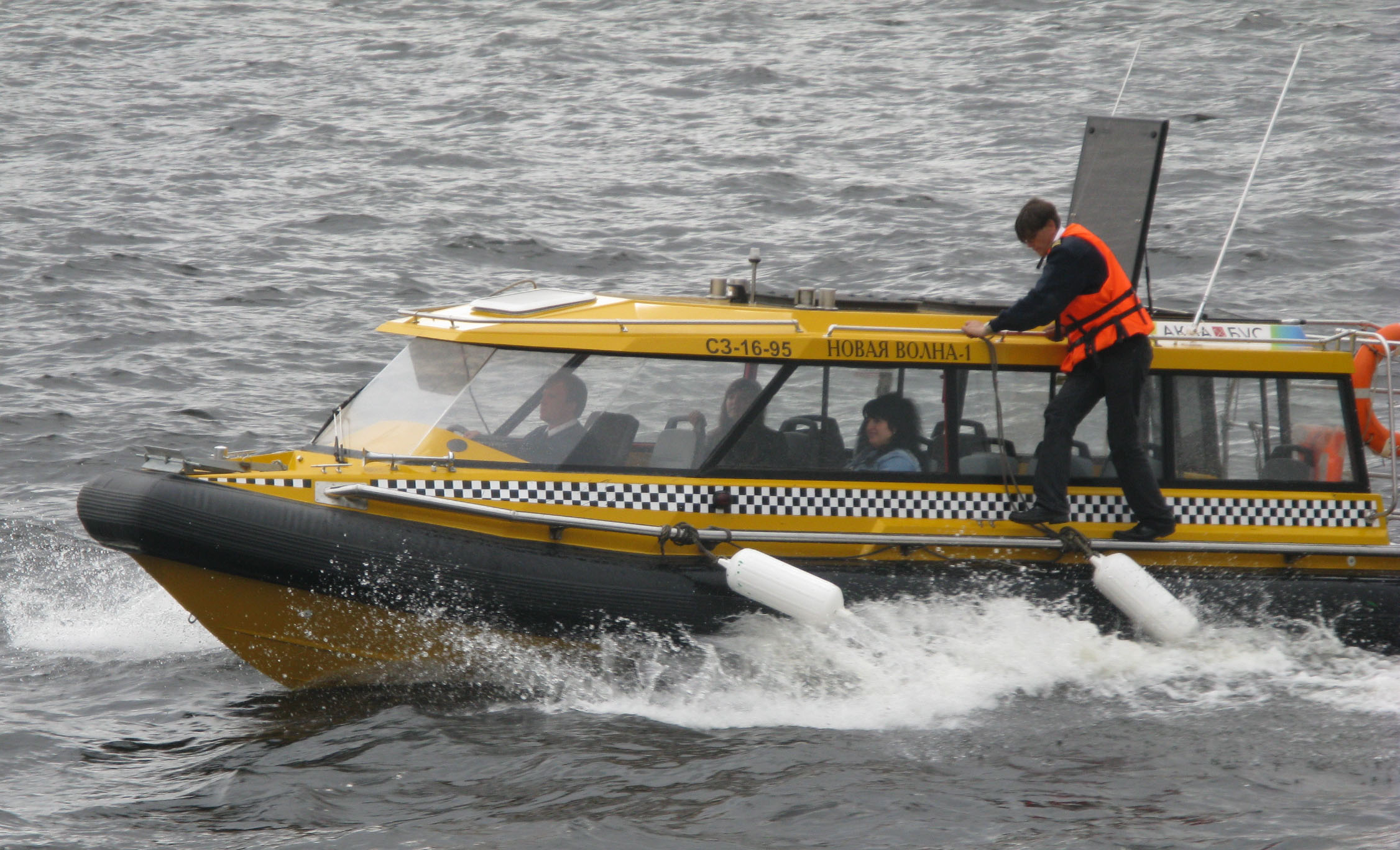
Судно Hitek 85C на Приморской линии

С начала XXI века неоднократно совершались попытки по организации внутригородского водного транспорта. В 2004 году в Петербурге был запущен проект «речных автобусов». Эти суда ходили ежедневно по расписанию с остановками в красивых местах. На их маршруте находились причалы в Петропавловской крепости, канале Грибоедова у Невского проспекта, Строгановского дворца и Дворцовой пристани. При этом, по мнению экспертов отрасли, они использовались не как вид общественного транспорта, а пассажиры использовали их для речных прогулок. В 2008 году открылось движение «Метеоров» до Кронштадта. В августе 2010 года система городских водных маршрутов включала уже 4 маршрута. По состоянию на 2011 год аквабусы ходили по 5 линиям, однако в следующем году система была признана убыточной, произошло её сворачивание, и к 2014 году все линии, кроме Приморской, были упразднены. Линия будет работать по 29 октября 2014 года.
Также от пристаней у Эрмитажа, Медного всадника и Кунсткамеры в Петергоф ходят быстроходные суда на подводных крыльях — «Метеоры» и «Ракеты», которые не включены в систему городского транспорта (маршруты считаются туристическими).
С 2022 г. в Санкт-Петербурге была открыта паромная переправа на маломерных судах от Петропавловской крепости до Спуска со львами.
В сентябре 2023 г. был открыт городской водный маршрут на СПК «Метеор» Речной вокзал - Эрмитаж с остановкой на Синопской набережной, с навигации 2024 г. на нём добавлена остановка на Арсенальной набережной, также действует переправа маршрута № 2 между причалом «Крестовский остров» и парком 300-летия Санкт-Петербурга.
С 2022 г. в период летней навигации запущена пассажирско-туристическая водная линия в Кронштадт на катамаранах типа «Котлин».